# Nicolae Grigorescu (festő)

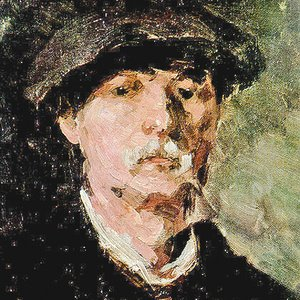

Nicolae Grigorescu (Potlogi,  Románia, 1838. május 15. – Câmpina, Románia, 1907. július 21.) román festőművész, a modern román festészet egyik megalapítója.

## Életpályája
1838-ban született Romániában, Dâmboviţa megyében, egy Potlogi nevű községben. 1843-ban a családja Bukarestbe költözött. 1861-ben Grigorescu Párizsba ment tehetségét még jobban gyarapítani. Itt később híressé vált francia festőkkel ismerkedett meg. 1873 és 1874 között ellátogatott Görögországba, Olaszországba és Bécsbe. 1877-ben részt vett a román függetlenségi háborúban. Közben sokat rajzolt, festett, megörökítette a fronton töltött időket. 1889-ben munkáit kiállították Párizsban és Bukarestben. 1870 és 1890 között újra Párizsban dolgozott. 1890-ben visszaköltözött Romániába, a munténiai Câmpina-ba. Az itt elkészített festményei általában poros utakról, parasztlányokról, ökrös szekerekről, lelkipásztori témákról szóltak. 1899-ben a Román Akadémia tiszteletbeli tagja lett. Halála pillanatában már a „nagy visszatérésén” gondolkozott, de 1907. július 21-én elhunyt. A 2001-ben kiadott román 10 lejes bankjegyen ő szerepel.

## Munkái

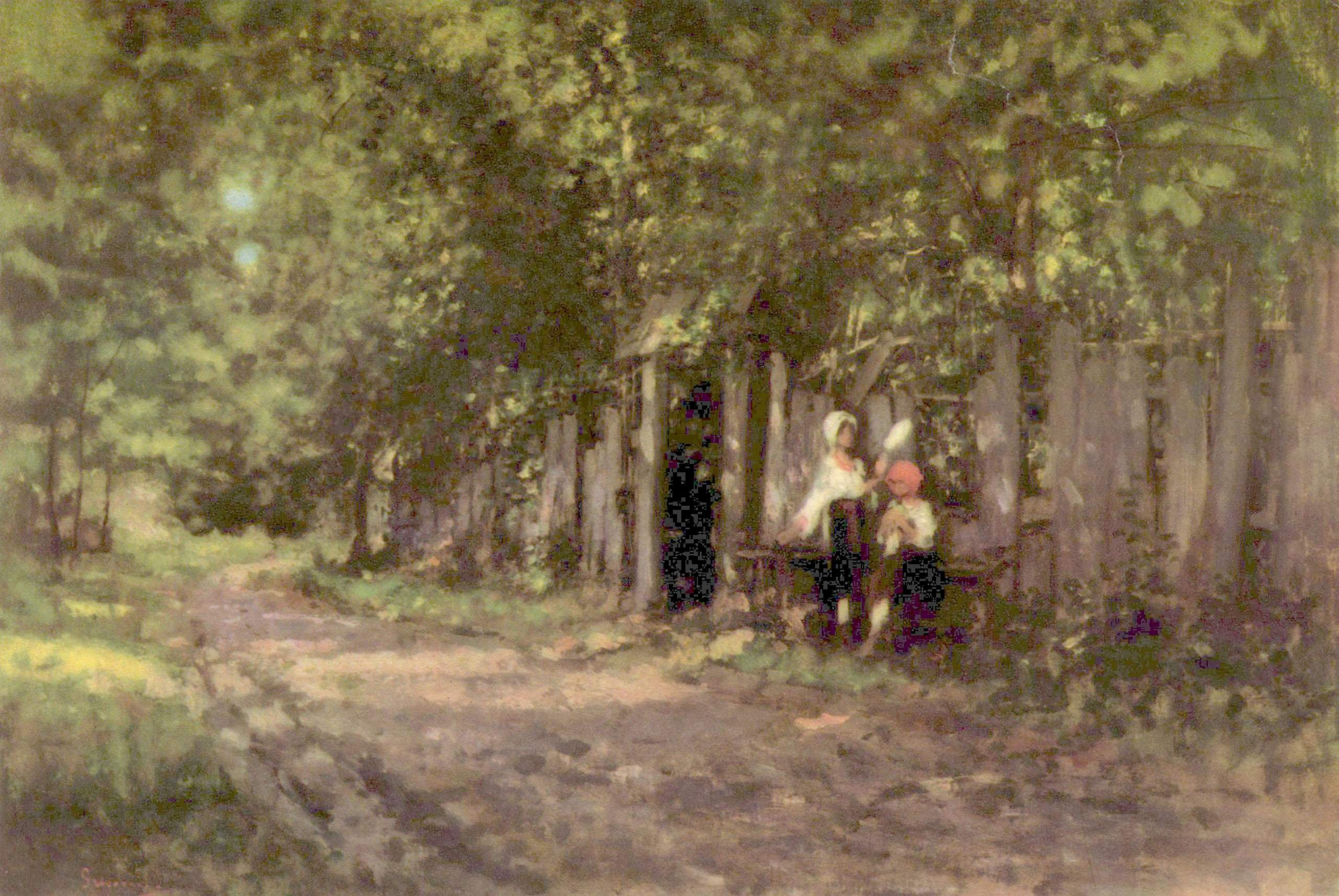
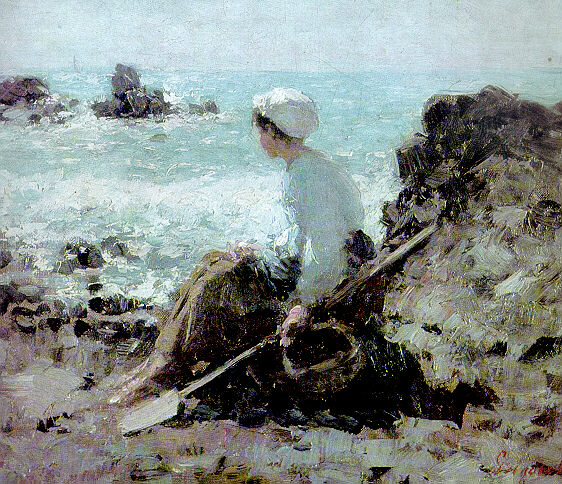
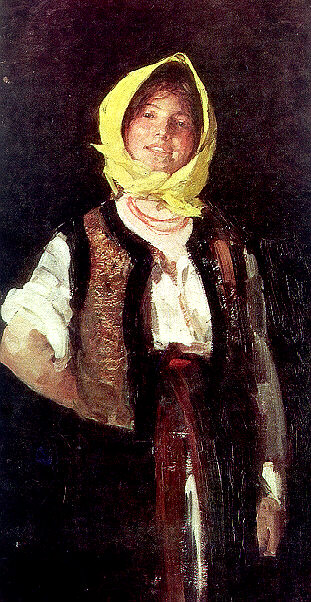
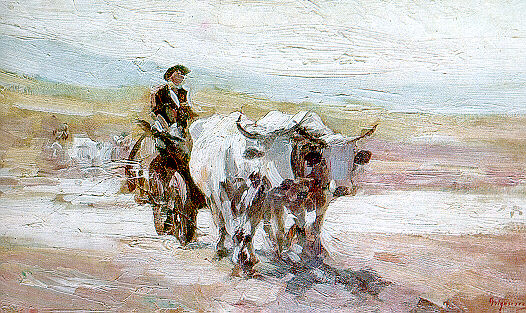
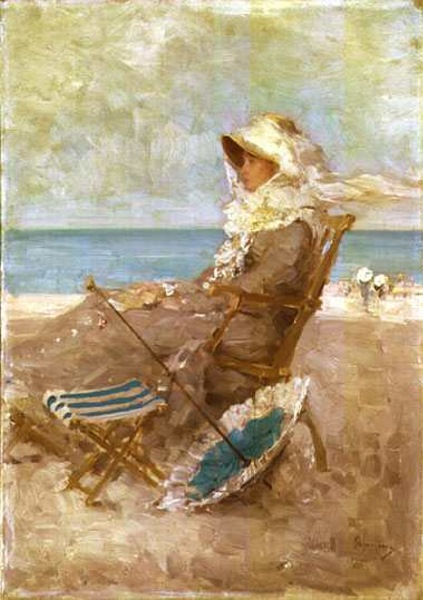
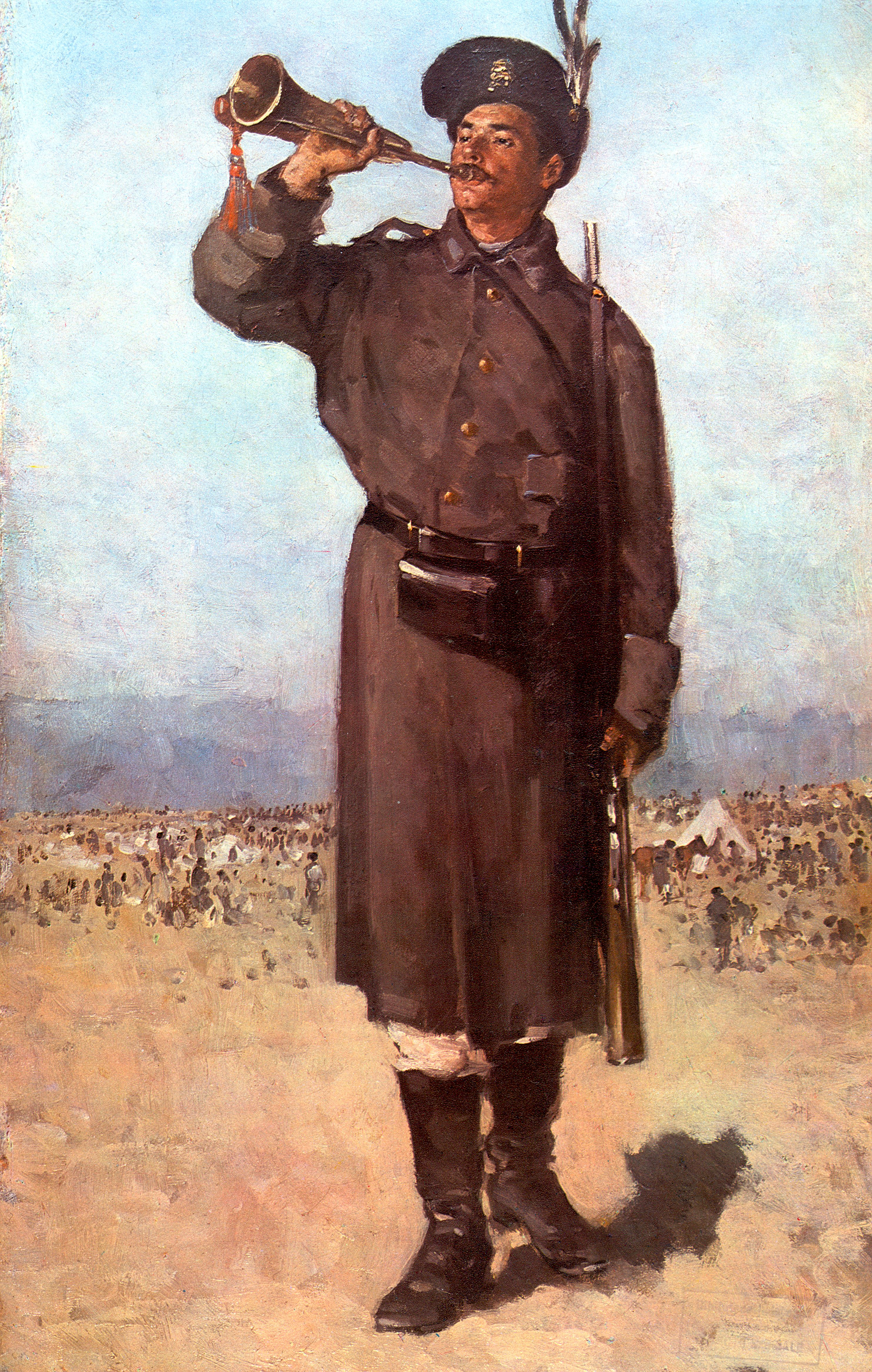
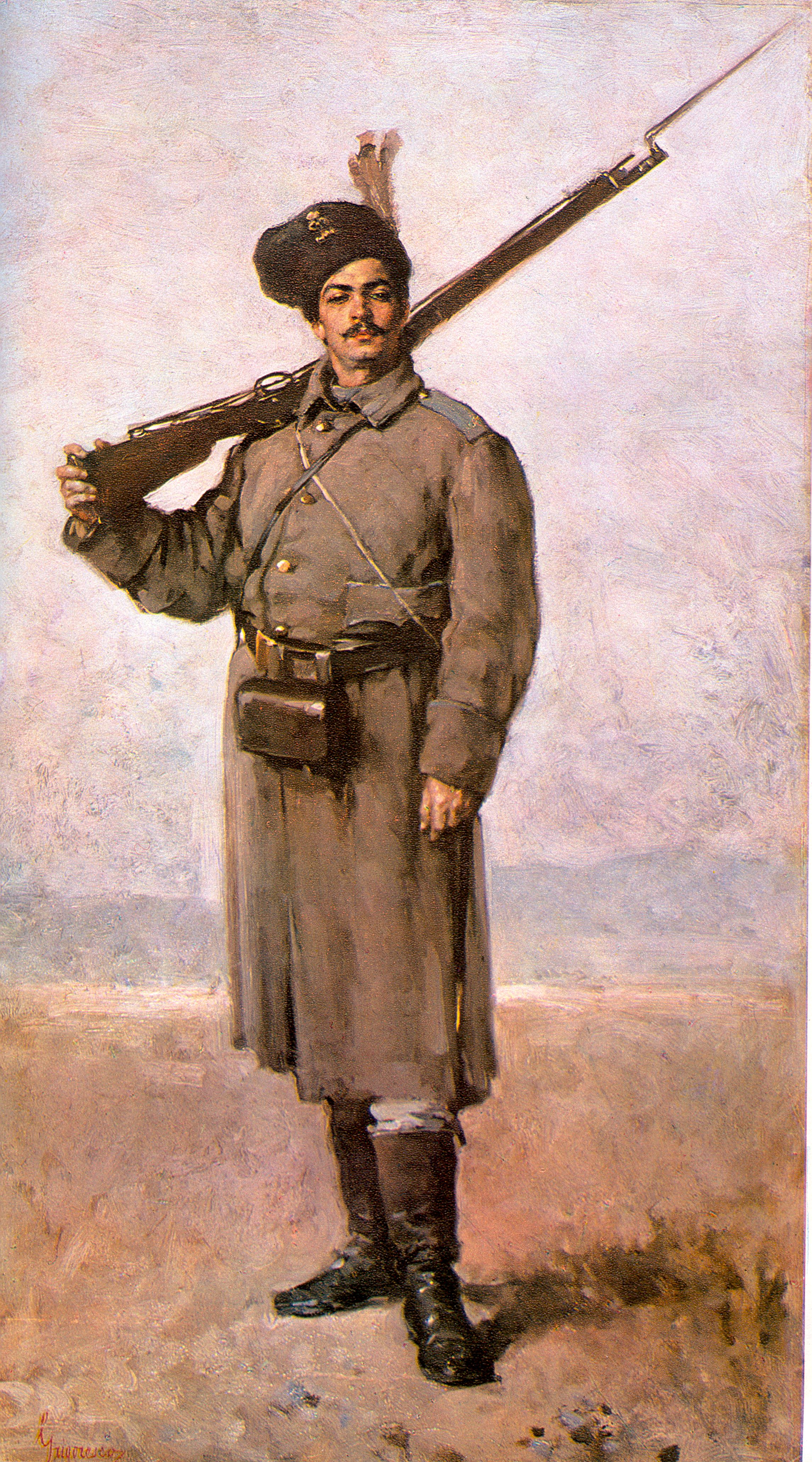
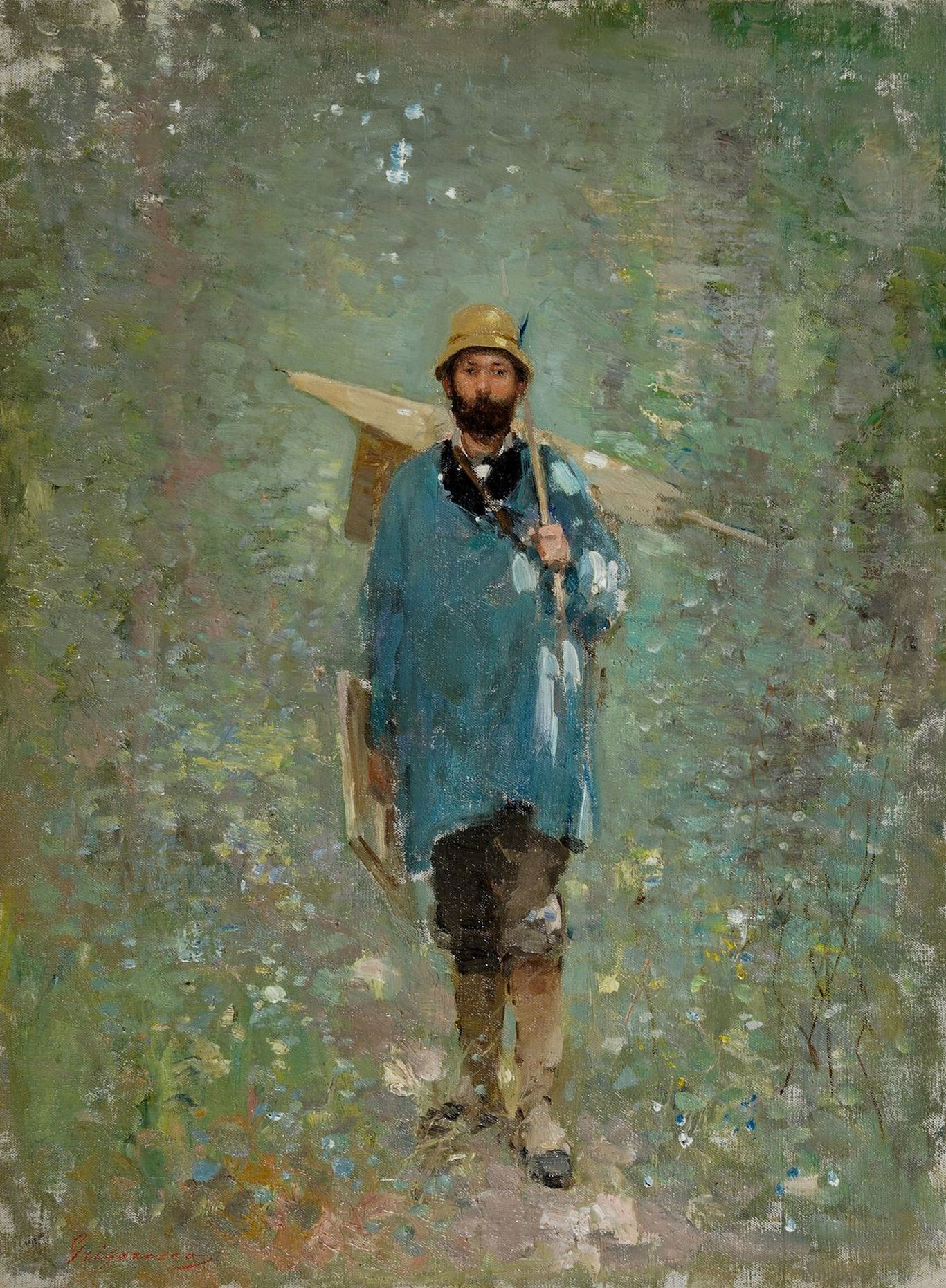
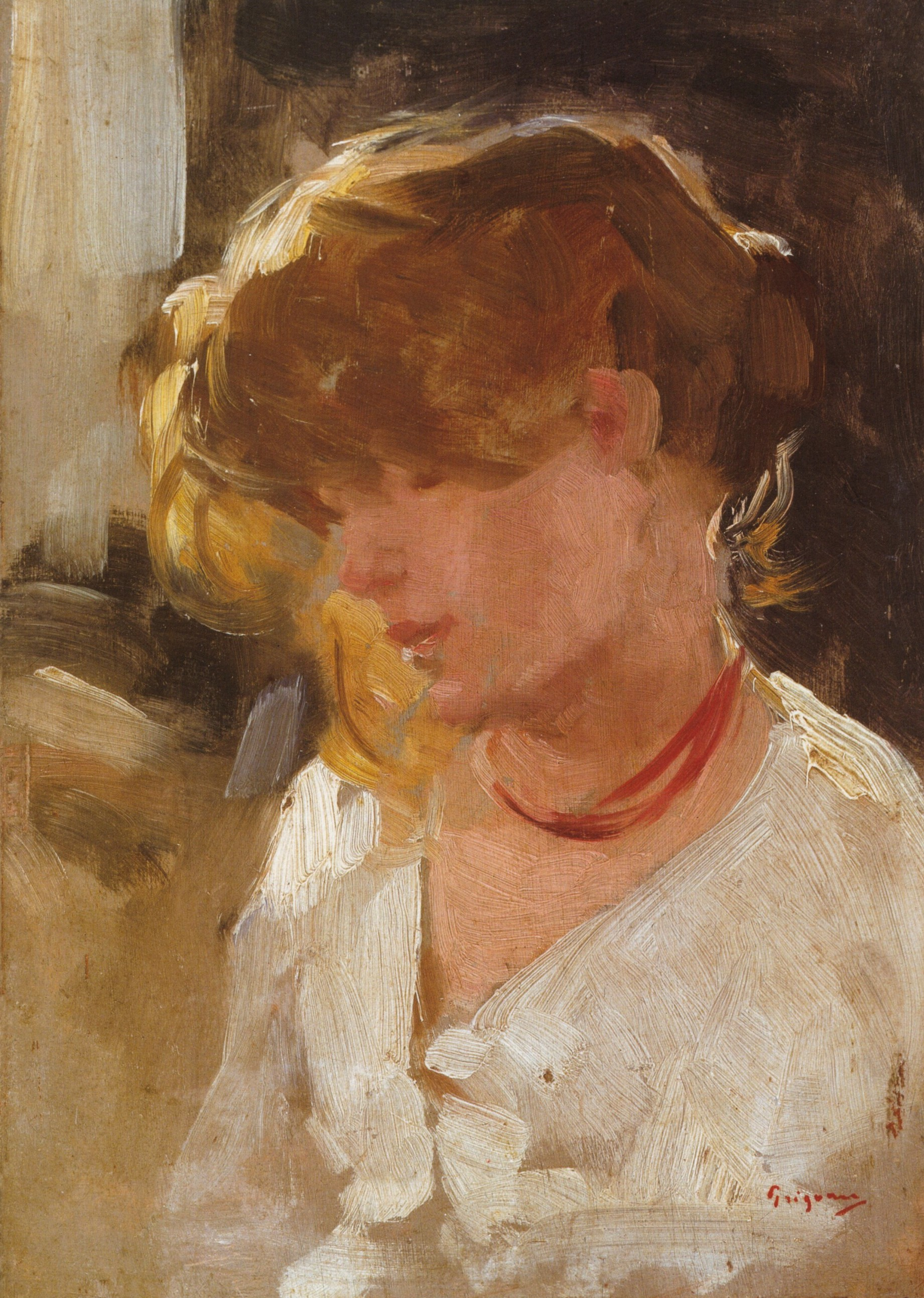
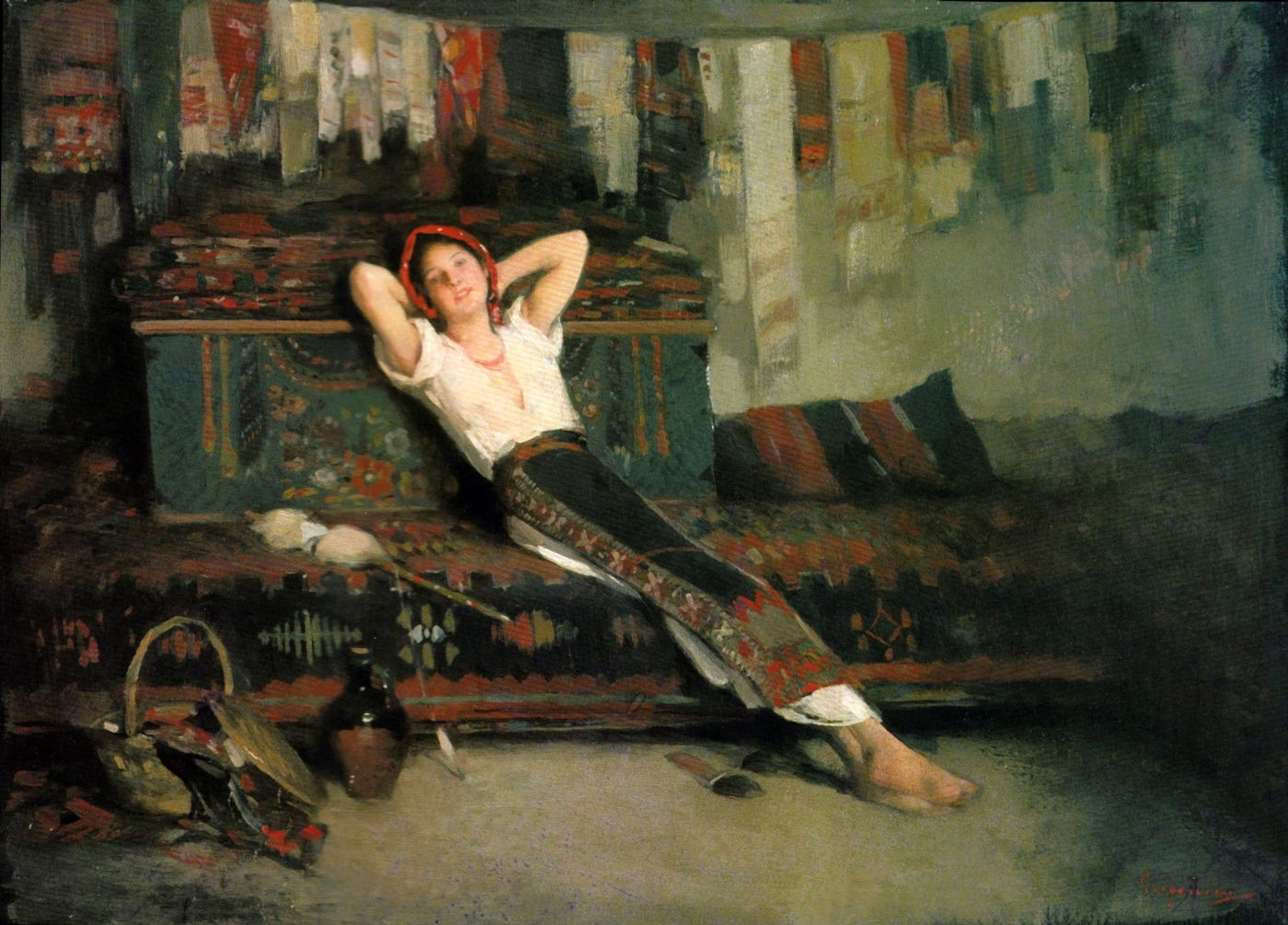
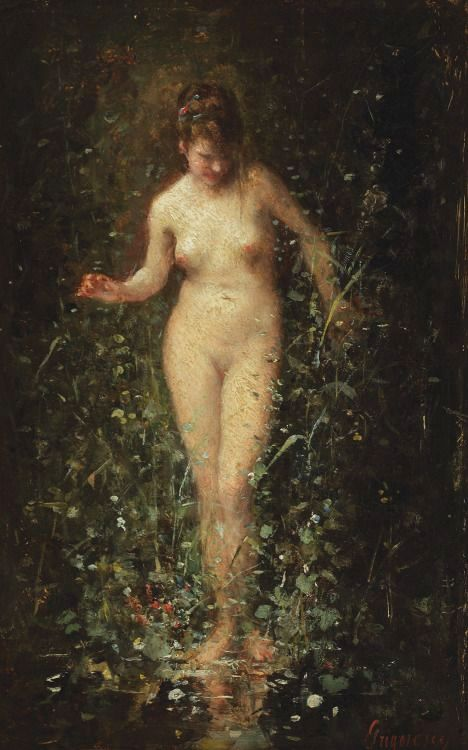
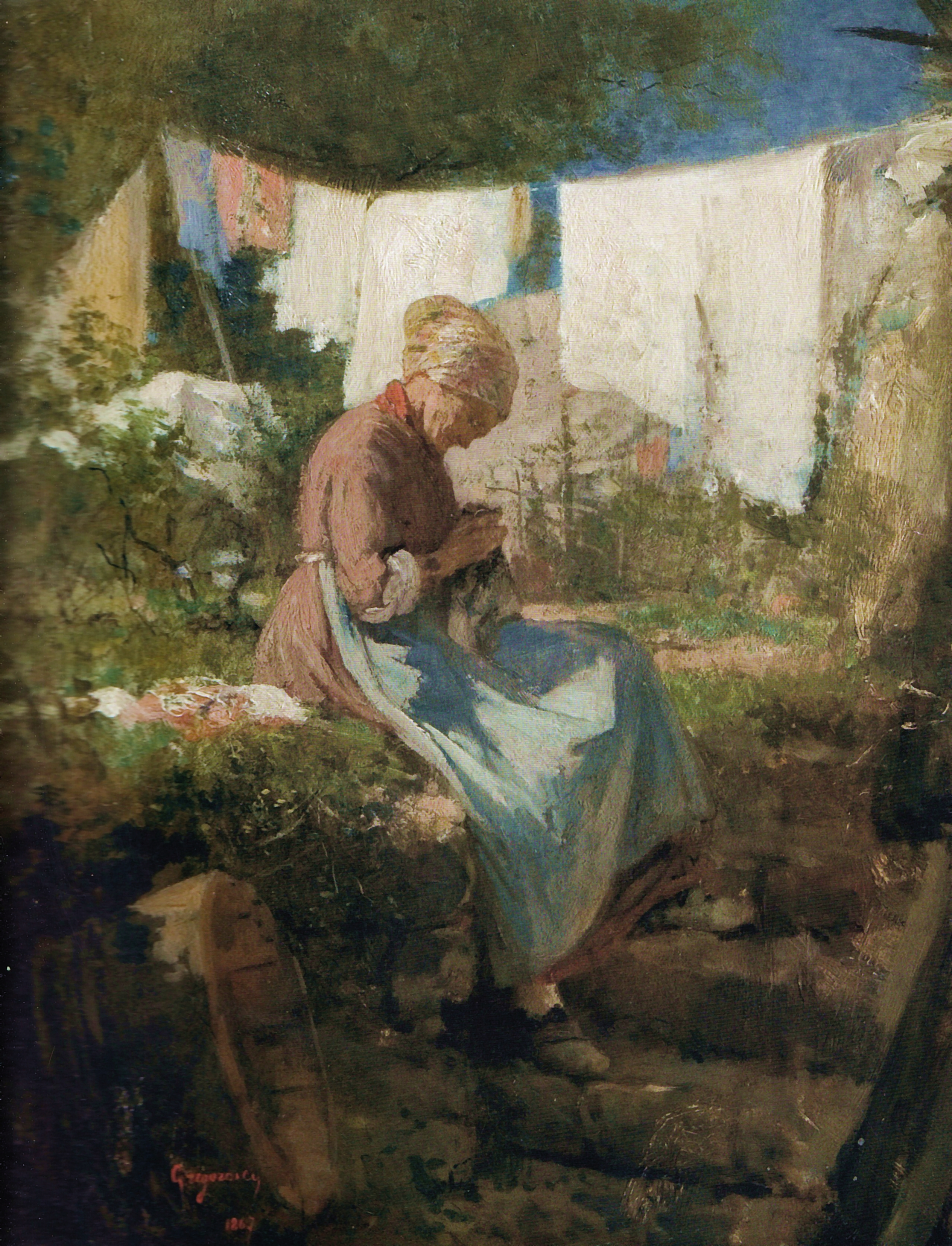
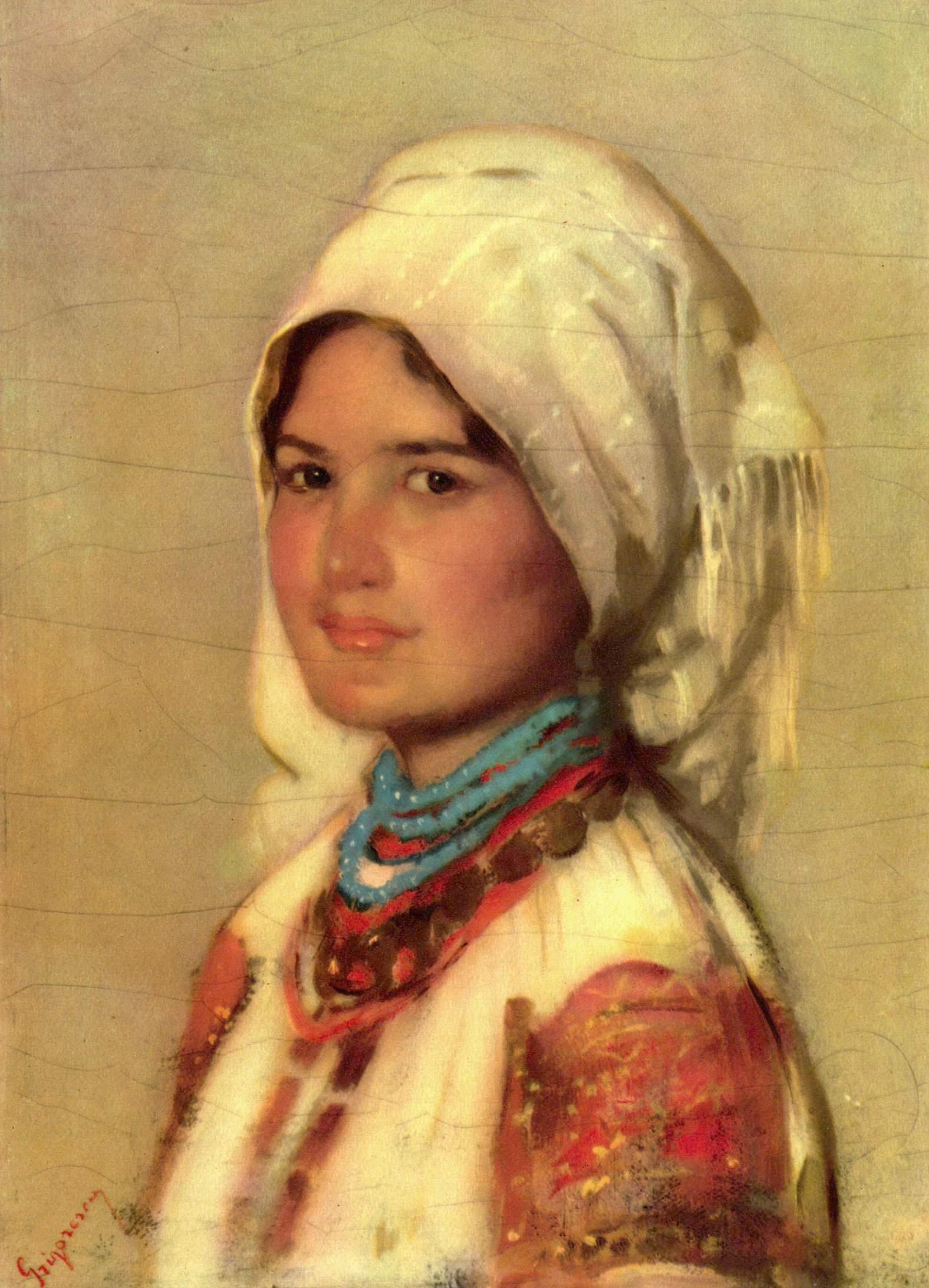
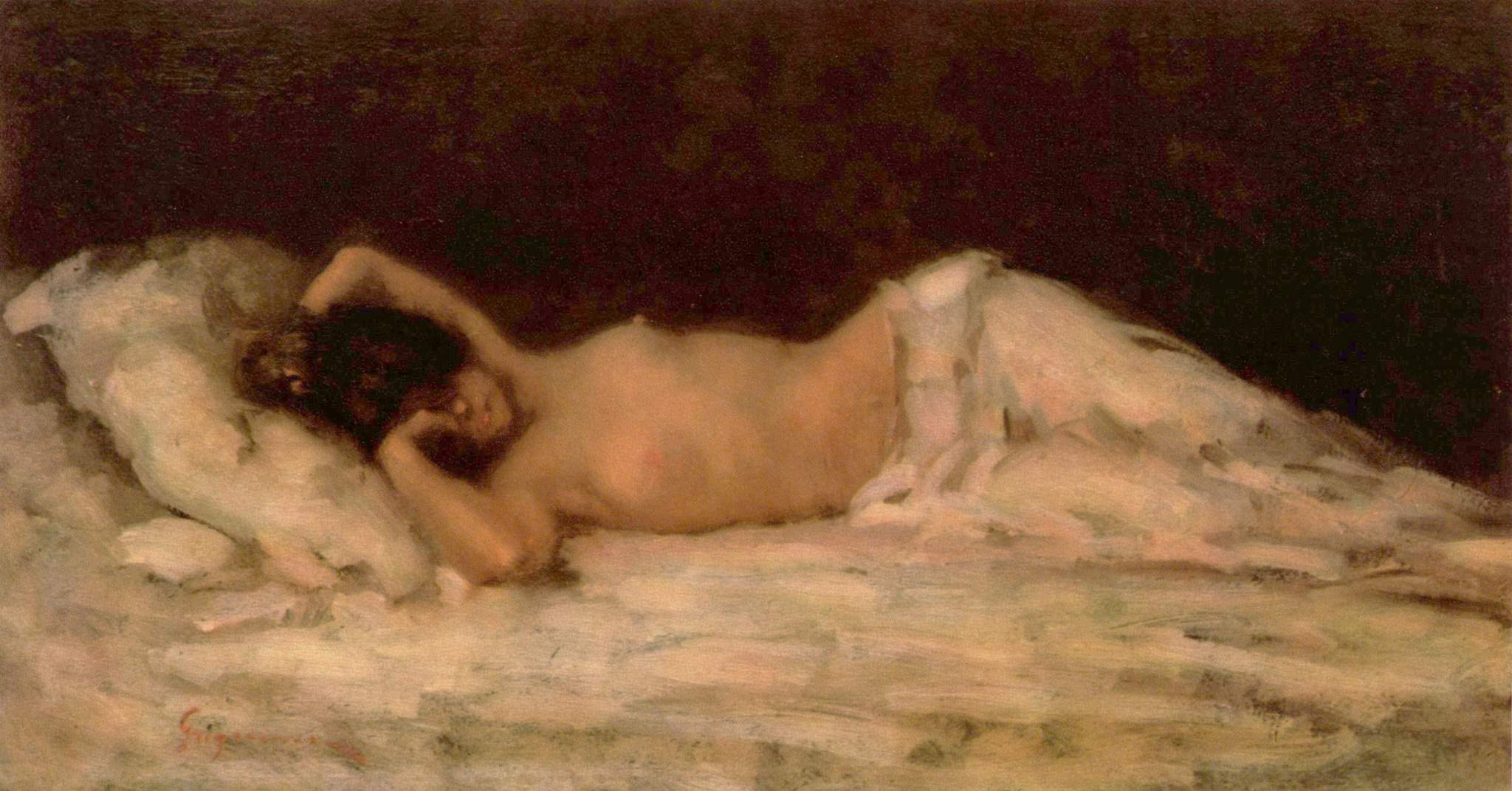
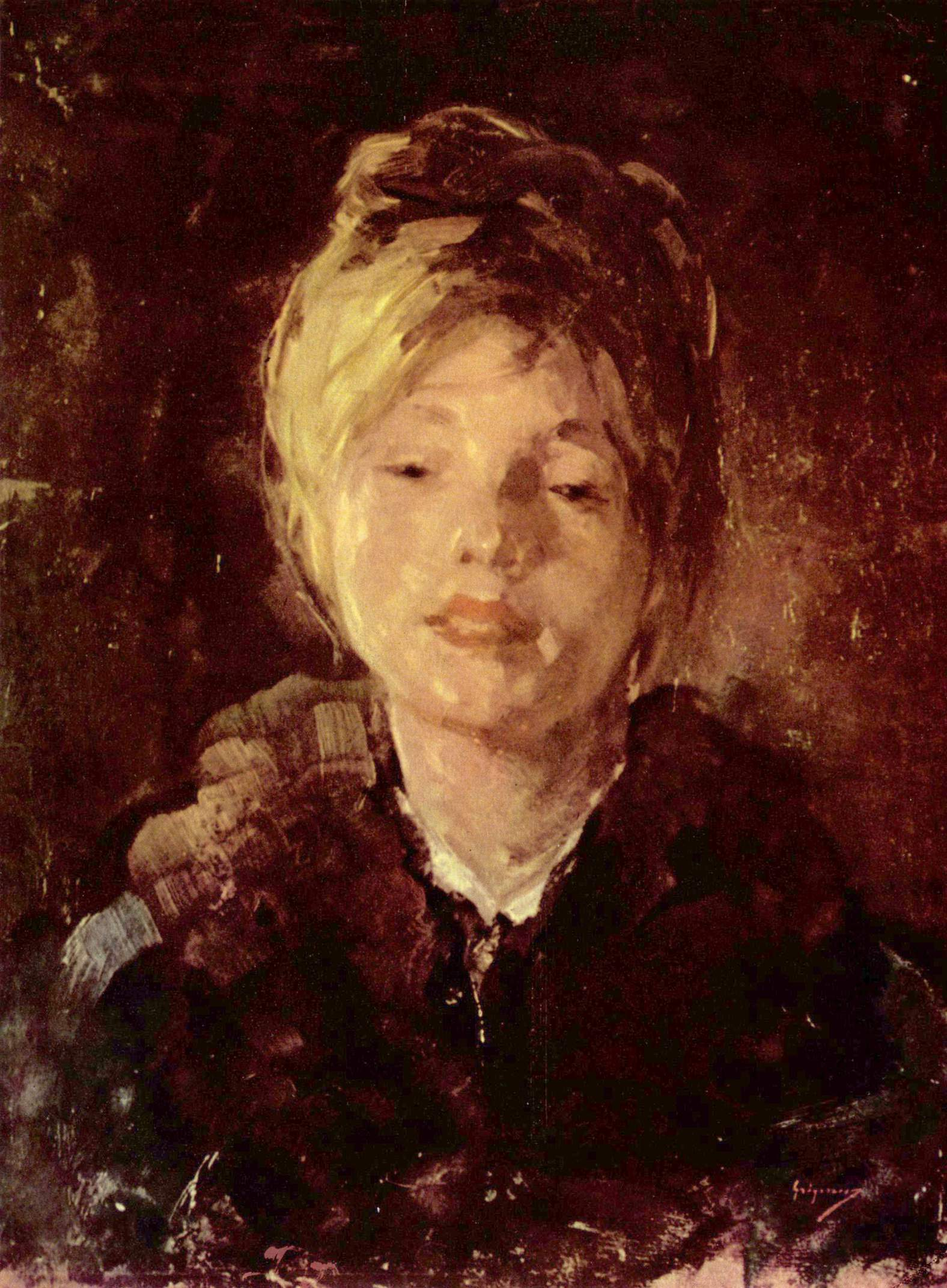
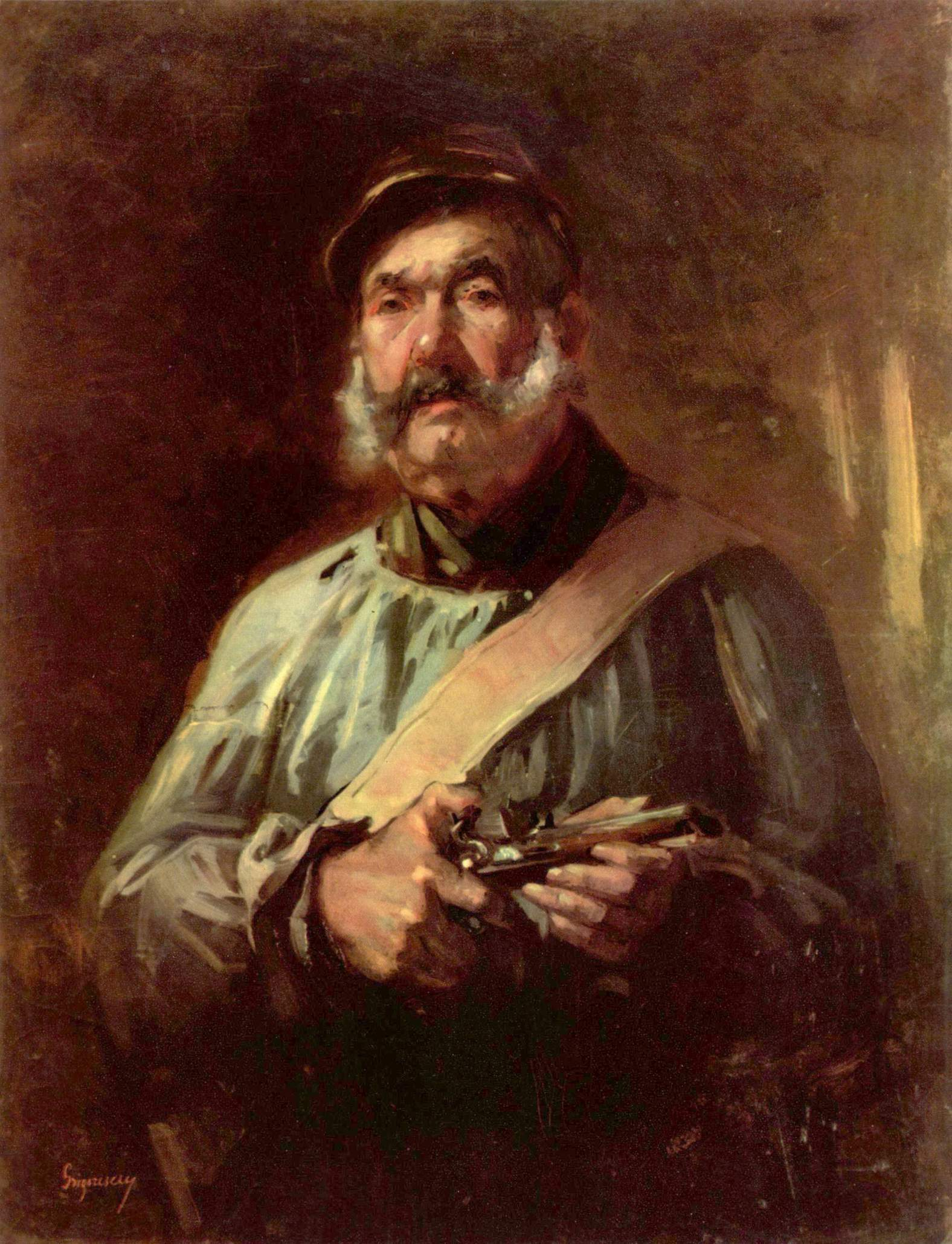
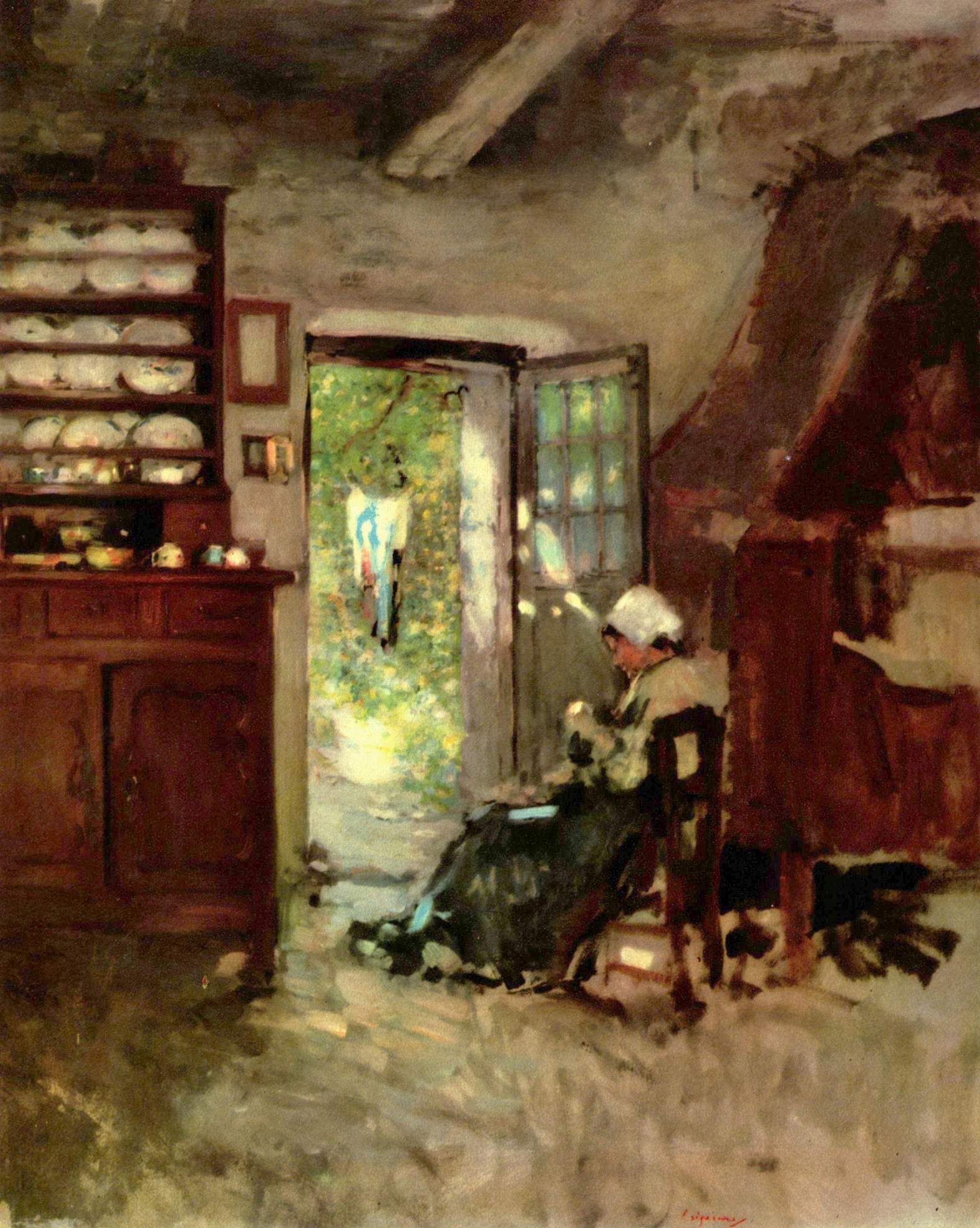
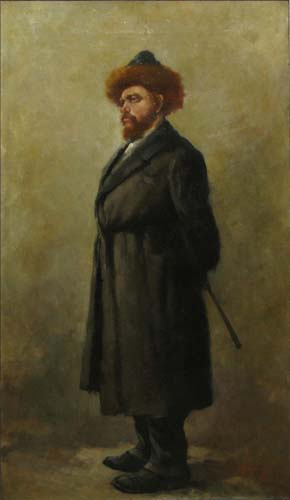
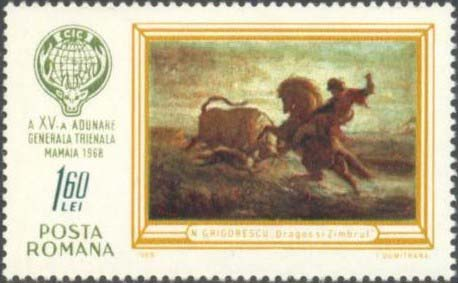